# Сяо Сянвэнь
Сяо Сянвэнь (кит. 蕭翔文; род. 18 февраля 1999 года, Цзяи, Тайвань) — тайваньский паратхэквондист. Бронзовый призёр летних Паралимпийских игр 2024 в Париже.

## Биография

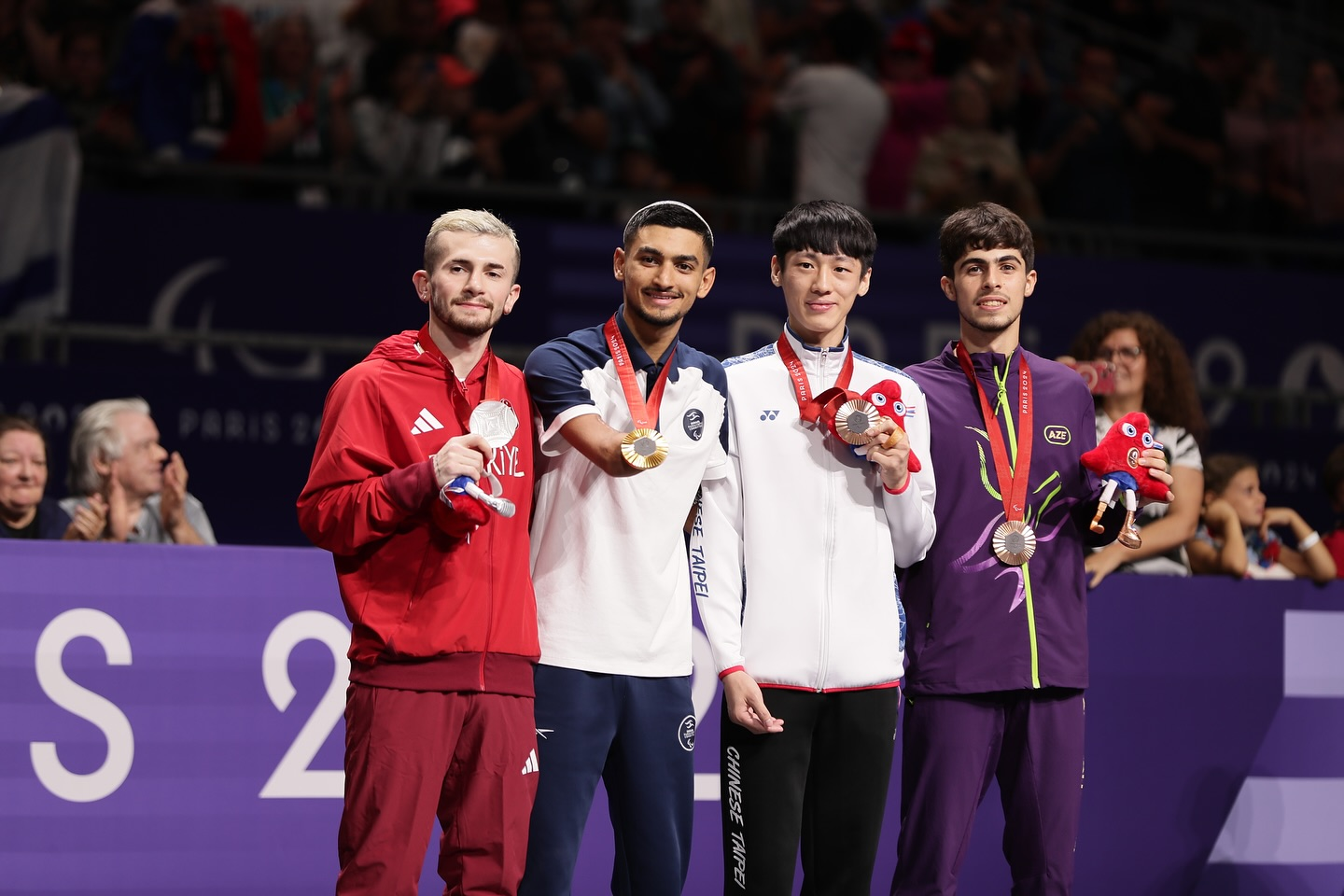
Сяо Сянвэнь (третий слева) на церемонии награждения Паралимпиады-2024 в Париже

Начал заниматься тхэквондо в пятом классе. В 21-летнем возрасте попал в автомобильную аварию, получив травму правой руки.
29 августа 2024 года на летних Паралимпийских играх 2024 в Париже 25-летний Сяо Сянвэнь соревновался в весовой категории до 58 кг. В 1/8 финала победил афганца Эбрахима Даниши, в четвертьфинале — французского спортмена Бопху Конга. В полуфинале проиграл израильтянину Асафу Ясуру. В матче за третье место победил испанского тхэквондиста Хоэля Мартина Вильялобоса и завоевал бронзовую медаль Паралимпиады.